# Oratorio di San Giacomo (Levanto)
L'oratorio di San Giacomo è un luogo di culto cattolico situato nel comune di Levanto, in salita San Giacomo, in provincia della Spezia. L'antico complesso è situato alla destra della ex chiesa della Madonna della Costa.

## Storia e descrizione

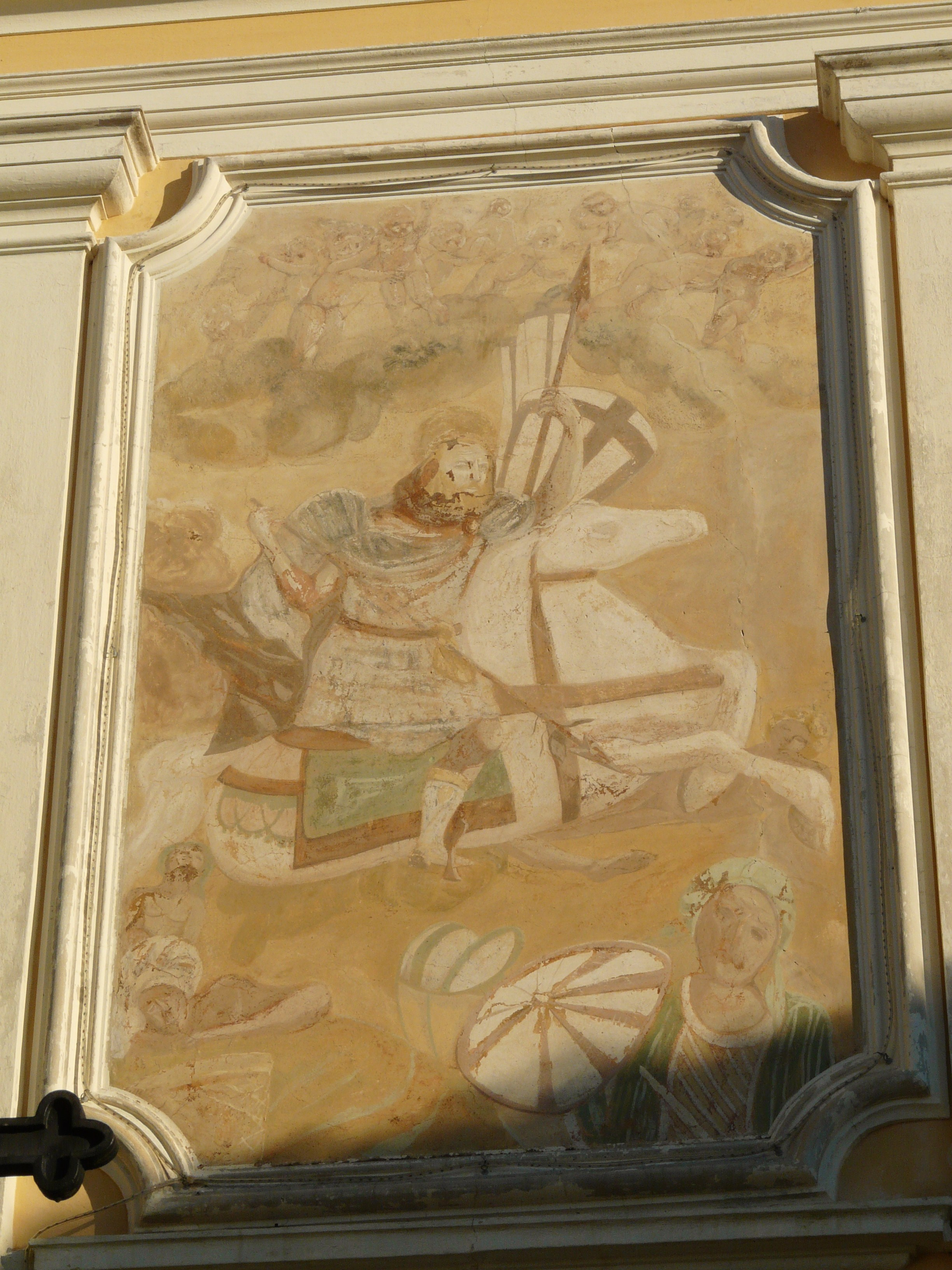
Particolare dell'affresco presente in facciata

La chiesa è sede dell'antica confraternita, fondata nella seconda metà del XIII secolo , anche se la prima citazione è risalente proprio ad un documento del 1409, che trovò qui sede dopo la costruzione dell'edificio verso la fine del XVI secolo; la consacrazione dell'oratorio è datata al 23 giugno 1600.
La confraternita, la più antica di Levanto, ebbe originariamente un altare nella vicina chiesa della Madonna della Costa, quest'ultimo primo edificio religioso del borgo levantese e risalente al XIII secolo.
Nella facciata dell'oratorio, oggetto assieme all'intero complesso di un importante restauro e recupero conservativo nel primo decennio del XXI secolo, è presente un dipinto di inizio Novecento e, nello spazio sottostante, sopra l'entrata principale, un bassorilievo in marmo bianco di Carrara di un ignoto scultore lombardo e datato alla prima metà del Quattrocento.
All'interno, ad unica navata, sono conservati diversi arredi e oggetti sacri tra i quali due crocifissi processionali e una statua lignea di San Giacomo il Maggiore; sopra l'ingresso, nella zona della cantoria, è presente l'organo meccanico della ditta Agati, realizzato a Pistoia nel 1827 e restaurato nel 2008.